# Вулиця Стрийська (Львів)
Вулиця Стрийська — одна з семи магістральних вулиць міста Львова. Починається від вул. Івана Франка в Галицькому районі, а закінчується на міській окружній дорозі, пролягаючи по межі Франківського та Сихівського районів.
Прилучаються вулиці Івана Рутковича, Дзиндри, Літня, Героїв Майдану, Академіка Сахарова, Козельницька, Івана Чмоли, Академіка Лазаренка, Луганська, Персенківка, Володимира Великого, Івана Рубчака, Наукова, Трускавецька, Михайла Максимовича, Вернадського, Карла Мікльоша, та проспект Святого Івана Павла ІІ.
Серед львівських вулиць Стрийська — одна з найдовших (близько 7,5 км), одна з вулиць із найстарішими назвами (поточна назва — з 1626 року) та одна з вулиць із найбільшою кількістю населення.

## Історія
Вулиця виникла на місці шляху до міста Стрий на Львівщині, у 1626 році зафіксовано її назву — Стрийська дорога. Втім, до кінця XVIII століття на Стрий їздили переважно вул. Зеленою — через Давидів, Вовків, Раковець, і лише на початку XIX століття проклали цісарську дорогу (тобто шосе, зведене коштом держави) вздовж сучасної Стрийської вулиці. Не пізніше 1805 року вулиця вже мала сучасну назву — Стрийська, у період нацистської окупації Львова, з листопада 1941 року по липень 1944 року — Стрийєрштрассе.
У листопаді 1918 року вулиця Стрийська стала одним із місць найзапекліших боїв битви за Львів, по ній пролягла лінії фронту, а Кадетська школа (сучасна Академія сухопутних військ) стала одним із найважливіших осередків польського опору.
Навесні 1932 року вулиця Стрийська знову стала ареною визвольної боротьби українського народу: 22 березня підпільник ОУН Юрій Березинський убив комісара польської поліції у Львові Е. Чеховського. Замах, спланований Романом Шухевичем, стався поблизу Стрийського цвинтаря, в місці, де вулиця Стрийська повертає на південь.
З 1930 по 1933 рік у Львові щорічно проводили авторалі «Гран-прі де Леополь». Однією з вулиць, по яких пролягала траса ралі, була Стрийська. У 1933 році, після кількох смертельних аварій змагання припинили.
У 2010—2011 роках, в рамках підготовки до Євро—2012, дорожнє покриття вулиці пройшло глибокий капітальний ремонт (зі зняттям верхнього шару старого асфальту).
6 липня 2023 року, Львів зазнав найбільшого ракетного удару ВКС РФ по цивільній інфраструктурі за весь час повномасштабного вторгнення РФ в Україну. Найбільших руйнувань після обстрілу зазнали чотири будинки на вул. Стрийській – № 62, 64, 66, 68, які практично зруйновані. Внаслідок ракетного обстрілу 10 людей загинуло, 48 отримали травми; 17 будинків пошкоджено; вибито близько 3000 вікон, з яких 596 — дерев'яні. Серйозних уражень зазнало 60 помешкань, а також пошкоджено 50 автомобілів.

## Забудова

### Від початку вулиці до вулиці Героїв Майдану

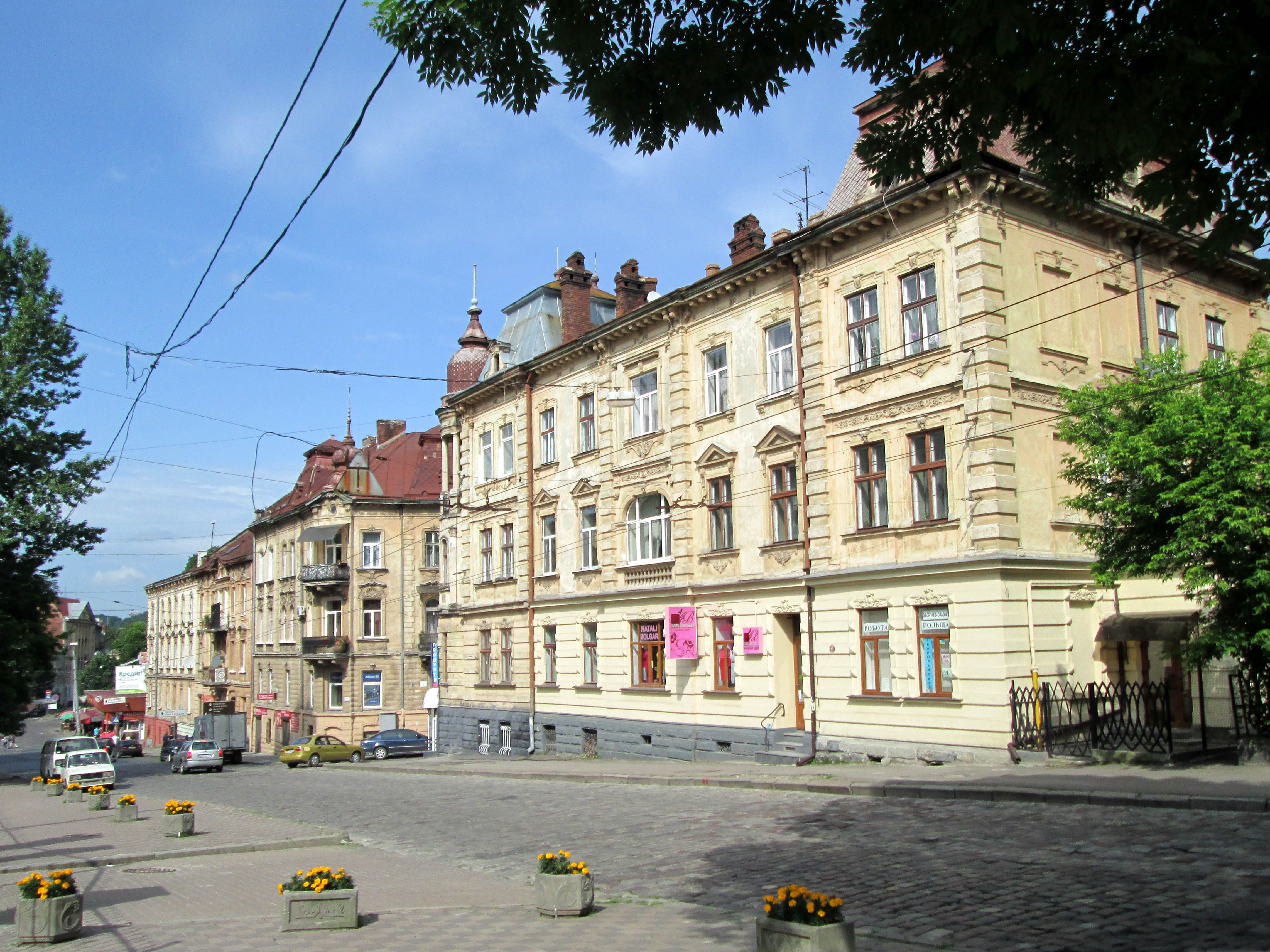
Початок вулиці Стрийської

На початку сучасної вулиці Стрийської (у нижній частині сучасного Стрийського парку) у 1786 році, згідно з розпорядженням цісаря Йозефа II Габсбурга від 11 грудня 1783 року, відкрили старий Стрийський цвинтар для мешканців Галицького передмістя, яке проіснувало на цьому місці до 1823 року. Пізніше його перенесли на Помірки, де розташована верхня тераса Парку культури імені Богдана Хмельницького та колись розташовувався Військовий меморіал (між вулицями Лижв'ярською та Стрийською). Після закриття у 1875 році Городоцького цвинтаря на цьому цвинтарі ховали також парафіян собору святого Юра і костелу святої Марії Магдалини, а після його розширення у 1881 році — всіх померлих мешканців Галицького і Краківського передмість. Офіційно цвинтар функціонував до 1893 року, проте підпоховання відбувалися до 1920-х років. Під час Другої світової війни тут ховали німецьких військовиків, що померли у шпиталях. Наприкінці 1940-х років цвинтар ліквідували, деякі надгробки перенесли на Личаківський та Янівський цвинтарі, проте і у 1960-х роках тут знаходили людські рештки.
Частина земель біля Стрийського цвинтаря, на початку XX століття належала Товариству ковзанярів, яке влаштувало тут літні корти та ковзанку. Також у цій місцевості з початку XX століття функціонувала цегельня Нойвонера, яка закрилася ще до 1940-х років, пізніше на місці глиняного кар'єру звели невеликий стадіон. У 1947—1952 роках на місці цвинтаря та цегельні утворили парк імені Богдана Хмельницького, в якому 1970 року спорудили Монумент бойової слави радянських Збройних Сил (скульптори Д. Крвавич, Е. Мисько, Я. Мотика, О. Пирожков, архітектори М. Вендзилович, А. Огранович), відзначений 1972 року Державною премією Української РСР імені Тараса Шевченка, а 1974 року — золотою медаллю імені М. Грекова Академії мистецтв СРСР.
Початкова ділянка непарної сторони вулиці забудована рядом кам'яниць початку XX століття у стилі історизму.
- № 1 — тут за радянських часів діяв магазин «Продукти»[9].
- № 3 — будинок зведений на межі XIX—XX століть, рясно декорований ліпниною та керамічною плиткою[12].
- № 4 і № 6 — будинки зведений у 1905—1906 роках у стилі декоративної сецесії за проєктом Августа Богохвальського, збереглися металеві сецесійні брами[12]. У будинку № 4 у 1950-х роках був ремонт бляхарського посуду[9].
- № 5 (інша адреса — вул. Рутковича, 2) — наріжний житловий будинок зведений за проєктом Міхала Ковальчука у 1896—1897 роках. Необарокове скульптурне оздоблення виконав скульптор Броніслав Солтис.[22]
- № 7 — одноповерховий будинок, оздоблений у стилі історизму, належав родині Шиманських[12].
- № 12 — колишня вілла Белтовських. Тут мешкав і працював скульптор і художник, професор Юліуш Белтовський[12].
- № 18 і № 20 — будинки зведені у 1907—1908 роках фірмою Івана Левинського у стилі раціональної сецесії[12].
- № 22, 24, 26 — будинки побудовані у 1906[12] році фірмою Івана Левинського за проєктом архітектора Наполеона Лущкевича.[23] Фасади будинків оздоблені у стилі декоративної сецесії, з маскаронами та рослинними орнаментами[24]. У будинку № 22 мешкали скульптор Петро Гарасимович і професор Казимир Квєтнєвський. У будинку № 26 мешкав фармаколог Леон Попєльський, а також діяв «Будинок руської студентської молоді імені Айтала Юліяновича Ясеницького» — гуртожиток для студентів із русофільських родин, заснований суддею Айталом Ясеницьким[24]. Також в одному з цих будинків у 1911—1939 роках мешкав антрополог Ян Чекановський, який став всесвітньо відомим завдяки низці експедицій до Африки.

На непарному боці вулиці після будинку № 11 починається Стрийський парк. На парному боці будинком № 26 завершується частина старої, початку XX століття, забудови вулиці і починається ділянка новішої забудови.
- № 28 — будинок зведений у 1971 році[9] за проєктом архітектора Олега Радомського для наукових працівників Академії наук УРСР[24][25]. За радянських часів тут був магазин «Продукти» та продуктовий магазин для інвалідів війни[9]. В будинку у 1990—2006 роках мешкав учений-економіст, професор Степан Злупко[24].

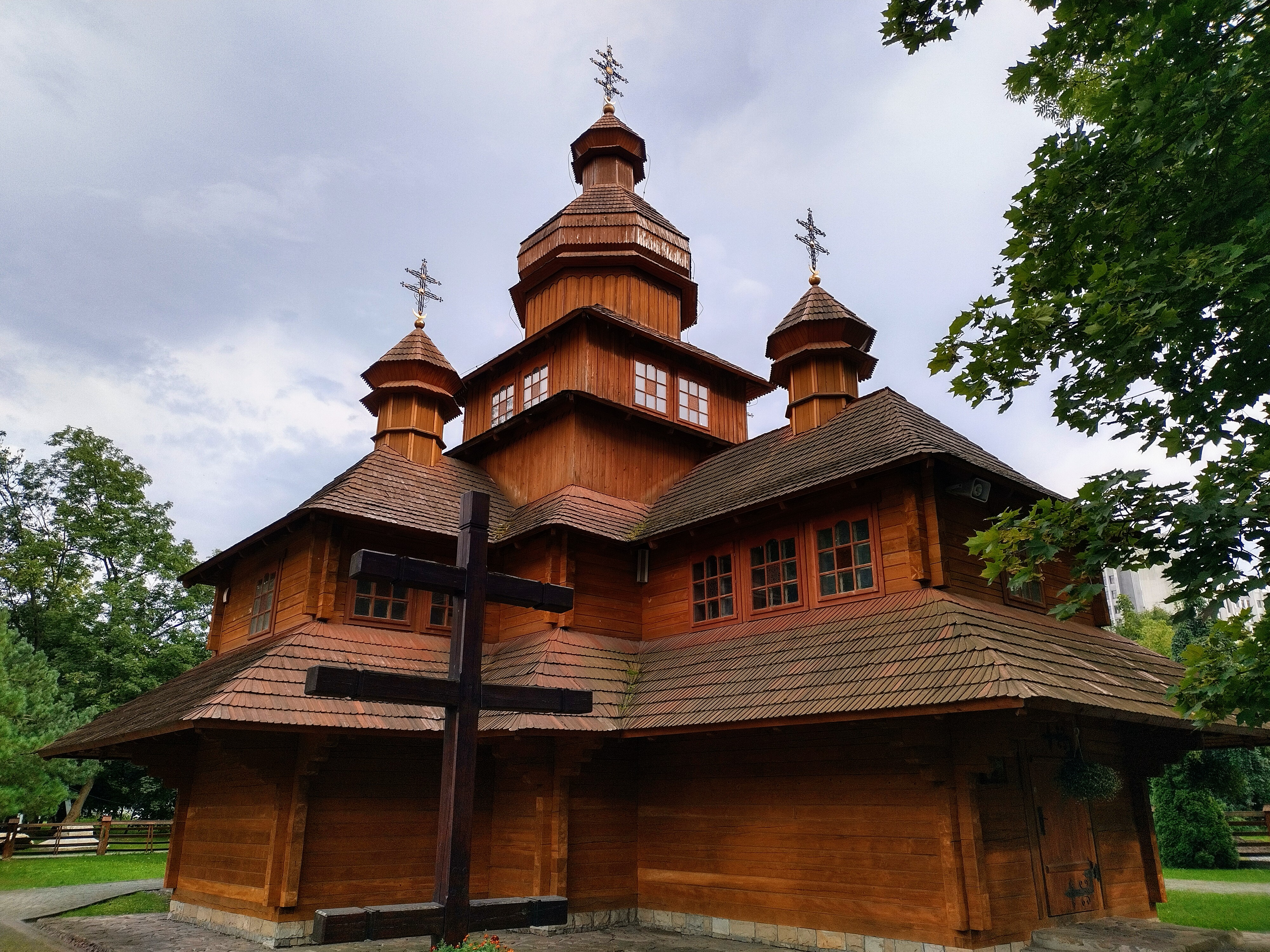
Храм Блаженних мучеників УГКЦ

- № 29а — невеликий дерев'яний храм блаженних мучеників УГКЦ. Храм названо на честь блаженних мучеників Української греко-католицької церкви, серед яких є випускники та викладачі довоєнної Львівської богословської академії. Він став першим об'єктом майбутнього університетського містечка Українського католицького університету.
- № 36—42 — комплекс будинків на 86 квартир, побудований у 1928—1930 роках у стилі функціоналізму[11][24]. Призначався для працівників закладу соціального забезпечення (пол. ZUS)[24]. Комплекс, зведених за проєктом Вітольда Мінкевича[11], складається з трьох об'ємів — шестиповерхового центрального і двох п'ятиповерхових бічних, що утворюють глибокий курдонер із бічними проїздами. У цих будинках вперше у Львові було впроваджено центральне опалення[26], також фасади відрізняються великою кількістю балконів і лоджій. З архітектурної точки зору цей житловий комплекс започаткував функціоналістичний напрям у житловому будівництві Львова[26]. За радянських часів у будинку № 36 були магазин канцтоварів і «Воєнторг»[9]. 6 липня 2012 року на будинку під № 38 відкрито меморіальну таблицю на честь польського діяча Яцека Куроня, який провів тут свої дитячі роки[24][27]. У 2021 році в межах програми «100 років модернізму у Львові» Бюро спадщини ознакувало комплекс будинків інформаційною табличкою[28].
- № 44—48 — ряд чотириповерхових будинків, зведених у 1935—1936 роках на місці дерев'яних бараків для безробітних, що стояли тут на початку XX століття[24]. В архітектурному плані ці будинки були подібні до сусіднього комплексу № 36—42, тому разом з останніми утворили своєрідний мікрорайон, відомий серед львів'ян під назвою «На Гірці»[24]. В будинку № 46 у 1938—1941 роках мешкав письменник Ярослав Галан, що засвідчує меморіальна таблиця, встановлена на будинку у 1959 році[24]. У будинку № 44 за радянських часів містилася майстерня з ремонту взуття[9].

Остання на цьому відтинку вулиці будівля — руїни будинку колишнього «Музею історії військ Червонопрапорного Прикарпатського військового округу» (№ 48а), що стоїть на місці колишнього Стрийського цвинтаря. Музей був заснований 7 травня 1965 року, спочатку розміщувався на вулиці Личаківській, 99, проте у 1974 році переїхав до нового, спеціально зведеного приміщення на Стрийській; урочисте відкриття відбулося 12 липня 1974 року. Будівля музею зведена у 1974 році за проєктом архітекторів О. Гуковича та А. Симбірцевої. Вона мала вигляд майже правильного куба, візуально розділеного на дві частини — обличкований червоним гранітом перший поверх та білосніжну двоповерхову верхню частину, розчленовану вертикально світловими прорізами. Музей складався з шести виставкових залів, конференц-залу та діорами «На Львівському напрямку», виготовленої художниками студії імені М. Грекова П. Жигимонтом та О. Афанасьєвим. На алеї, що вела до музею, були встановлені чотири стели з червоного граніту, із викарбуваними назвами 79 військових частин, які брали участь у Львівсько-Сандомірській операції (перенесені до в/ч А-0284). У травні 1995 року рішенням командувача військ Прикарпатського військового округу музей перенесли до військової частини А-0284 на вулиці Стрийській, 88, і 8 травня 1996 року відкрили під назвою «Музей історії військ Прикарпатського військового округу». З кінця 1990-х років будівлю колишнього музею планували перебудувати під готель, проте будівництво зупинилося. У 2018 році цю ділянку міська рада продала новому власнику, тут з 2019 року планується збудувати багатоповерховий готель мережі Hilton Hotels & Resorts, проте будівництво хмарочосу, запланована висота якого влітку 2019 року змінилася з 34 до 72 м, на погано пристосованій для цього місцевості, у буферній зоні ЮНЕСКО та на місці колишнього кладовища викликало активний спротив як львівських архітекторів, так і місцевих мешканців.

### Від вулиці Героїв Майдану до вулиці Луганської та залізниці

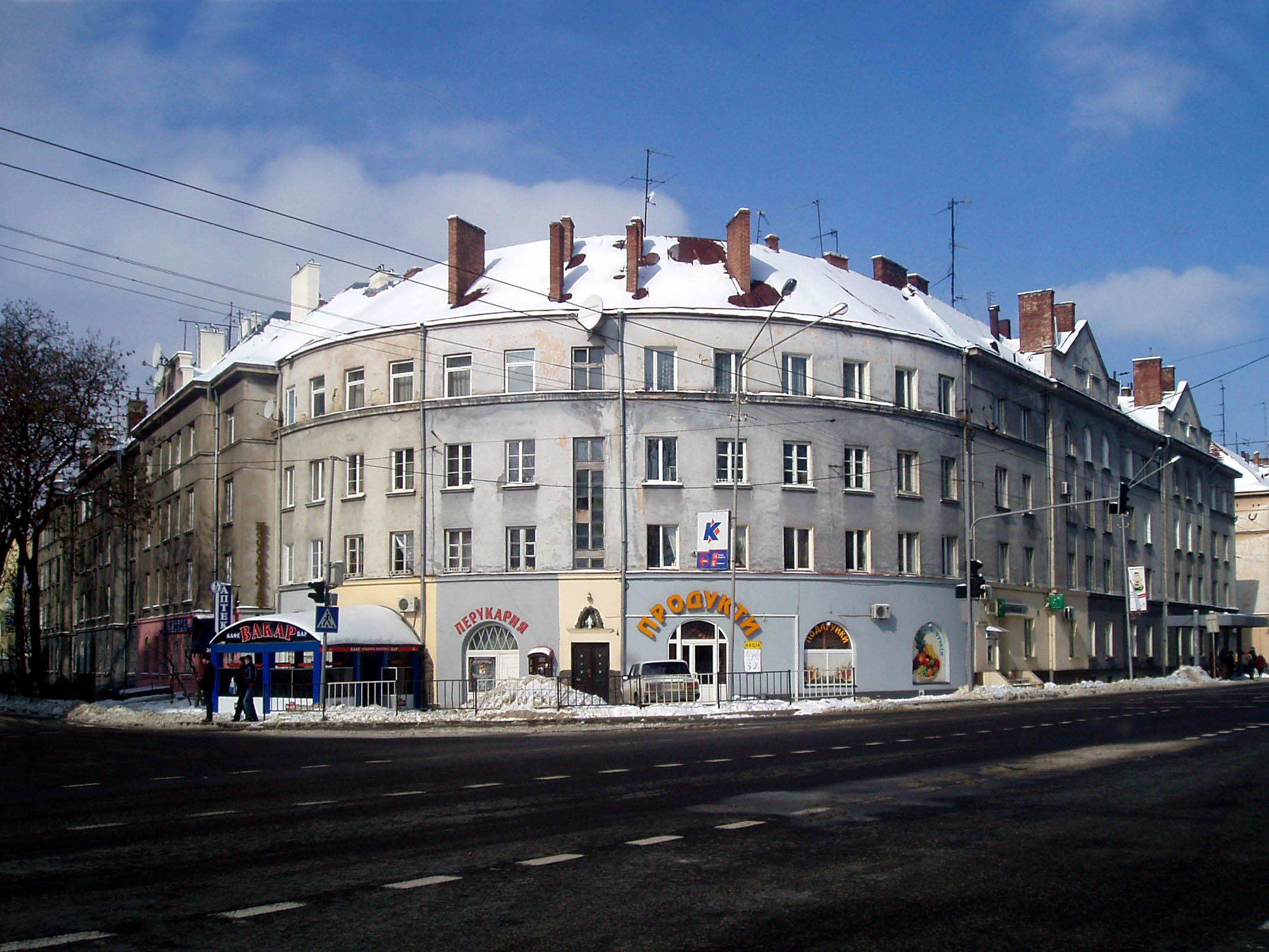
Блок будинків № 50-76

Будинок № 78

Біля перетину з вулицею Героїв Майдану вулиця Стрийська круто повертає на південь, пролягаючи по межі Франківського і Сихівського районів. На непарному боці вулиці продовжується Стрийський парк, на парному боці, на розі з вулицею Героїв Майдану, розташовані будівлі Національної академії сухопутних військ, зведені у 1897—1899 роках для Цісарсько-королівської школи піхоти. У первісному комплексі було чотири основних будівлі (навчальний корпус, шпиталь, будинок для персоналу і дім коменданта школи), різні допоміжні господарські будівлі, плац, кегельбан, спортивні майданчики і тенісний корт. За часів Другої Польської Республіки тут розміщувався Львівський корпус кадетів імені Ю. Пілсудського, тоді ж добудували ще один великий корпус. Під час другої світової війни в кадетському корпусі містився німецький військовий шпиталь. У радянський період комплекс зайняло Вище військово-політичне училище, для якого у 1970—1980-х роках збудували клуб, гуртожитки та інші споруди.
Далі на південь, між Стрийською та вулицею Академіка Сахарова, розташовувався завод «Львівприлад». На цьому місці у середині 1939 року почали будувати нові корпуси Львівського політехнічного інституту. Будівництво перервала друга світова війна. Після війни, радянська влада спершу вирішила продовжити будівництво, архітектори М. Мікула, А. Бахматов і В. Сагайдаковський розробили проєкт нового корпусу нафтового факультету Львівської політехніки, який мав стати одним з найбільших — обсягом понад 90 тис. м³ — нових громадських будинків у повоєнному Львові. За цим проєктом мала постати велика п'ятиповерхова будівля у стилістиці сталінського ампіру: з шестиколонним портиком, пілястрами та багатим скульптурним оздобленням, із бічною вежею зі шпилем. Втім, цей проєкт так і не був втілений у життя, натомість, на місці недобудованих корпусів постали цехи секретного воєнного заводу «Львівприлад» («поштова скринька № 49»). У 2017 році будівлі колишнього заводу «Львівприлад» знесли задля створення на цій ділянці інноваційного парку LvivTech.City. Інноваційний парк складатиметься з двох частин — офісної та житлової. Перша черга будівництва — офісна частина, що має складатися з трьох будівель — двох п'ятиповерхових та однієї одинадцятиповерхової та будуть розташовані безпосередньо з вул. Стрийської. Площа офісних будівель разом з підземним паркувальним майданчиком складатиме понад 60 000 м². Друга черга будівництва — житлова частина з шести житлових багатоповерхівок, що будуть розташовані за офісними будівлями. Площа житлової забудови разом об'єктами комерції та соціальної інфраструктури (дитячим садком, медичним центром, сервісними службами) складатиме понад 42 000 м². Підземний паркінг в офісній зоні буде розрахований на понад 250 паркувальних місць, а у житловій — на понад 550. Першу чергу інноваційного парку LvivTech.City мали ввести в експлуатацію наприкінці 2018 року, а загалом будівництво триватиме до 2020—2021 років.
- № 50—76в — на розі з вулицею Академіка Сахарова розташований комплекс із 16 будинків, зведених у 1930 році за проєктом архітектора Міхала Риби[26][К 1]. Цей комплекс у стилі раннього функціоналізму, побудований довкола великого закритого подвір'я, призначався переважно для викладачів Львівської Політехніки та мав народну назву «Міські будинки»[26]. У 1950-х роках у будинку № 52 в 1950-х роках розміщувалася дитяча трудова колонія № 2, у будинку № 66 — майстерня з ремонту взуття[48].
- № 78 — шестисекційний дев'ятиповерховий житловий будинок, розміщених під кутом до вул. Сахарова. Зведені за індивідуальним проєктом (архітектор В. Дорошенко)[49] у 1970-х роках на місці колишньої Стрийської рогатки[50][40]. За радянських часів у будинку діяв магазин «Продукти»[48] та відділення поштового зв'язку № 26[1].
- № 80—86 — 3-4-поверховий житловий будинок пенсійного закладу Міських електричних мереж. Проєкт 1927 року, авторства архітекторів Владислава Дердацького та Станіслава Ревуцького, реалізований до середини 1928 року[26][40]. Проєкт огорожі та двох менших окремих корпусів так і не був втілений у життя.[51]. За часів СРСР у будинку діяла філія бібліотеки для дорослих Радянського району[48]. За цим будинком за польських часів діяла велика пекарня Юзефа Маковського, за радянських часів — хлібозавод № 3[40]. У XXI столітті будівлі хлібозаводу знесли, на їх місці споруджений багатоповерховий ЖК «Park Tower».

Далі по парній стороні вулиці розташовані будівлі військової частини A-0284, де базується 80-та окрема десантно-штурмова бригада. Казарми зведені в середині 1950-х років, а в 1956 році сюди перевели 5-й мотострілецький полк, що до цього часу базувався у Стрийському парку. На місці військової частини за польських часів було два стадіони: футбольного клубу «Погонь», дворазового чемпіона Польщі, та Товариства рухомих забав. Стадіон ФК «Погонь» був зведений у 1912 році. На стадіоні Товариства рухомих забав регулярно проводилися змагання з різних видів спорту — футболу, хокею, тенісу, стрільби з луку тощо.
На розі з вулицею Лазаренка у 1950-х роках звели два симетрично розташовані чотириповерхових будинки (вул. Лазаренка, 1 і 2), що акцентують початок вулиці Лазаренка, утворюючи своєрідні «пропілеї». Ці будинки, однакові за формою, — наочна ілюстрація тогочасної «боротьби з надмірностями в архітектурі»: будинок ліворуч має ліпне оздоблення, характерне для сталінської архітектури, та балкони з балясинами, а будинок праворуч, зведений лише кількома місяцями пізніше, вже позбавлений декору та має прості балкони зі стандартними металевими решітками. Завершує забудову даного відтинка Стрийської будівля головного корпусу проєктного інституту «Гірхімпром», зведена у 1950-х роках і оздоблена традиційними для того часу пілястрами та декорованими карнизами.
На непарному боці вулиці приблизно навпроти будинку № 80-86 закінчується територія Стрийського парку. Тут розташована станція дитячої залізниці «Сонячна» (первісно — «Дитяче містечко») Львівської дитячої залізниці, прокладеної у 1953 році. На цьому місці до 1910-х років існував велотрек, а в 1911 році був закладений спортивний майдан «Український город» і побудований стадіон товариства «Сокіл-Батько», дерев'яні трибуни якого були зведені за проєктом архітектора Євгена Нагірного і стилізовані під народну архітектуру. У 1938 році польська влада відібрала у товариства стадіон «для цілей оборони краю». У 1950—1953 роках на місці стадіону створили дитячий парк, проклали алею, прикрашену бюстами російських митців та скульптурною групою «Сталін і Горький», збудували парашутну вежу (розібрана у 1960-х роках) та ресторан.

Будинок Державної податкової служби (№ 35)

За радянським генпланом 1960-х років, який передбачав перехід від моноцентричної концепції розвитку міста до поліцентричної, на непарному боці Стрийської мав постати комплекс адміністративних і громадських будівель обласного та міського значення — так званий південний підцентр, що повинен був розвантажити центр міста. На цьому місці з 1889 року до 1920-х років існував іподром Товариства вирощування коней, у 1923 році був зведений стадіон львівського спортивного клубу «Чарні» (після війни — «Динамо»). На стадіоні «Чарні» були бігові доріжки, футбольне поле, велотрек і тенісні корти. У 1963 році на цьому стадіоні відбувся перший офіційний матч ФК «Карпати». У 1980-х роках його залишки, як і залишки сусіднього стадіону товариства «Сокіл-батько», були остаточно ліквідовані. У 1986 році почалося будівництво першої черги підцентру — будинку обласної адміністрації, який мав стати композиційним центром комплексу, Будинку офіцерів Західного військового округу та Інституту українознавства НАНУ. 14-поверховий будинок обласної адміністрації (№ 35), зведений за проєктом архітекторів О. Базюка, В. Каменщика, М. Кошла, З. Підлісного і В. Куликівського, розташований на відступі від вулиці Стрийської, він Х-подібний у плані та спирається на масивний цокольний поверх. З 1996 року в цій будівлі базується обласна податкова адміністрація. З протилежного від Стрийської боку будинку мав постати круглий виставково-театральний зал обкому КПРС на 800 місць, сполучений із головною будівлею наземним переходом, проте будівництво зупинили ще наприкінці 1980-х років. У вересні 2018 року недобудовану споруду за 10 млн грн викупив Український католицький університет. Північніше будинку податкової у 1980-х роках за проєктом архітекторів В. Красільнікова, О. Агафонова, В. Каменщика та З. Підлісного почали споруджувати Будинок офіцерів і драматичний театр на 900 місць. Втім, це будівництво також заморозили наприкінці 1980-х років, а у 1999 році недобудований театр придбав УКУ. У 2002 році міська рада закріпила за університетом 4 га прилеглої до театру території, що дозволило знести недобудови та спорудити на їх місці університетське містечко УКУ. Наріжний камінь майбутнього студмістечка у червні 2001 року освятив Папа Римський Іван Павло II, втім, активна фаза будівництва почалася лише 2010 року. Проєкт навчального корпусу УКУ розробили у 2001 році архітектори І. Коваленко, Г. Калінін та І. Ковальчук. У 2016 році в центрі студентського містечка побудували церкву Софії Премудрості Божої, ближче до вулиці Стрийської стоїть сучасна дерев'яна церква Блаженних мучеників УГКЦ.
Далі по непарному боку Стрийської за радянських часів був створений парниковий комплекс, у XXI столітті на його місці планується звести так званий Innovation District IT Park — комплекс з офісних будівель, бізнес-центрів, IT-лабораторій, торгового центру, факультету УКУ з інформаційних технологій, готелю, дитячого садка, фітнес-залу та рекреаційної зони.
За колишнім парниковим господарством у 1907—1908 роках А. і К. Каменобродські звели будівлю міської електростанції (сучасна ТЕЦ-1). Проєкт цієї модерністичної із сецесійним декором будівлі розробив у 1907 році Адольф Піллер.

### Від залізниці до межі міста

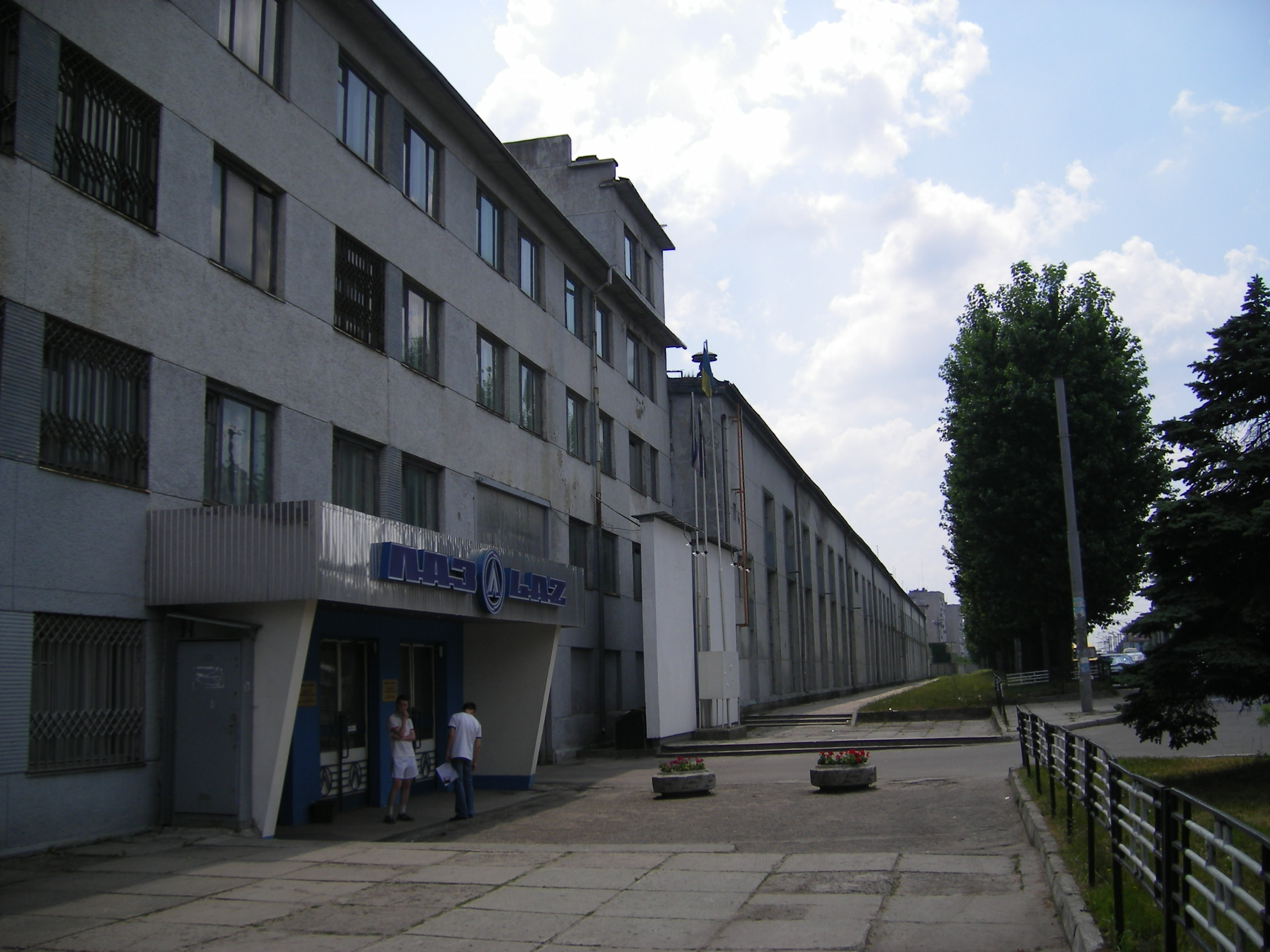
Колишній Львівський автобусний завод

Будинок № 45а (ЖК «Леви міста»)

За залізницею вулиця Стрийська пролягає по території колишнього села Боднарівка, північна частина якого (від залізниці до проспекту Святого Івана Павла II) увійшла до меж Львова, а південна — у 1955 році, утворивши житловий масив Боднарівка.
На розі з вулицею Персенківка розташовані приміщення Львівського заводу будівельних виробів (№ 43 або вул. Персенківка, 2) — колишнього міського бетонного заводу, спорудженого після першої світової війни.
З непарного боку, біля залізниці з 1920-х років існував міський іподром, перенесений сюди з ділянки, де розташована сучасна будівля податкової адміністрації. Восени 1945 року у цій місцевості почалося будівництво автоскладального заводу, оснащеного трофейним німецьким обладнанням. У 1949 році на базі цього підприємства створили Львівський автобусний завод (№ 45), який випустив свою першу продукцію в 1950 році. З часом територія заводу все розширювалася, зокрема, на початку 1970-х років поглинувши іподром, і зрештою зайняла майже весь квартал Стрийської від залізниці до проспекту Святого Івана Павла ІІ. Поруч також розташовувалися склади та виробничі приміщення Львівського заводу гідромеханічних передач, виокремленого на початку 1990-х років, під час приватизації, з Львівського автобусного заводу. У 2006 році на заводі сталася пожежа, яка завдала значних збитків і підприємство почало занепадати. У 2010-х роках почали з'являтися плани забудови території колишнього заводу і зрештою 2018 року міська влада погодила будівництво комплексу багатоповерхових житлових будинку з паркінгом та приміщеннями громадського призначення. Трохи далі, на розі вулиці Стрийської та проспекту Святого Папи Івана Павла II (до 2021 року — частина вул. Хуторівка) у 2018—2021 роках компанією «Галжитлобуд» споруджено дванадцяти секційний сучасний житловий комплекс «Леви міста» (№ 45а).
На парному боці вулиці поблизу залізниці після першої світової війни спорудили цегельний завод «Радивил, Відмер і Желенський» (за радянських часів — цегельний завод № 7). Завод припинив свою діяльність на початку 1990-х років, у 2015—2016 роках буди знесені його приміщення, на місці яких почалося будівництво житлового кварталу «Національний». Між колишньою цегельнею та залізницею збереглася крихітна ділянка приватної малоповерхової забудови та, далі вглиб мікрорайону — невеликий каменеобробний завод «Каменяр» (№ 108).
На розі з вулицею Володимира Великого у 1975 році за проєктом архітекторів Б. Гапи та Володимира Дорошенка зведена 12-поверхова споруда видавничо-поліграфічного комплексу «Вільна Україна» (вул. Володимира Великого, 2) за проєктом архітектора В. Дорошенка. Будівництво розпочалося у 1970 році, на місці малоповерхової приватної забудови.
Мікрорайон між вулицями Володимира Великого і Науковою — найсхідніший та найперший за часом створення мікрорайон Південного житлового масиву. Цей масив став першим із планувальних житлових районів, запроєктованих у Львівському філіалі «Діпроміст», які мали постати на околицях Львова. Він займає велику ділянку від вулиці Стрийської до вулиці Кульпарківської, його забудова почалася наприкінці 1960-х років. Мікрорайон, що межує зі Стрийською, має вільне планування і складається з п'яти- та дев'ятиповерхових типових житлових будинків. Із забудови Південного масиву до вулиці Стрийської приписані лише кілька будинків: дев'ятиповерхові будинки № 104 і № 106, зведені у 1970-х роках, і чотириповерхові будинки № 148 і № 148а, зведені у 1953—1954 роках. За радянських часів у будинку № 104 діяв магазин «Галантерея», у будинку № 106 — овочевий магазин і крамниця побутових товарів, у будинку № 148 — ще один овочевий.

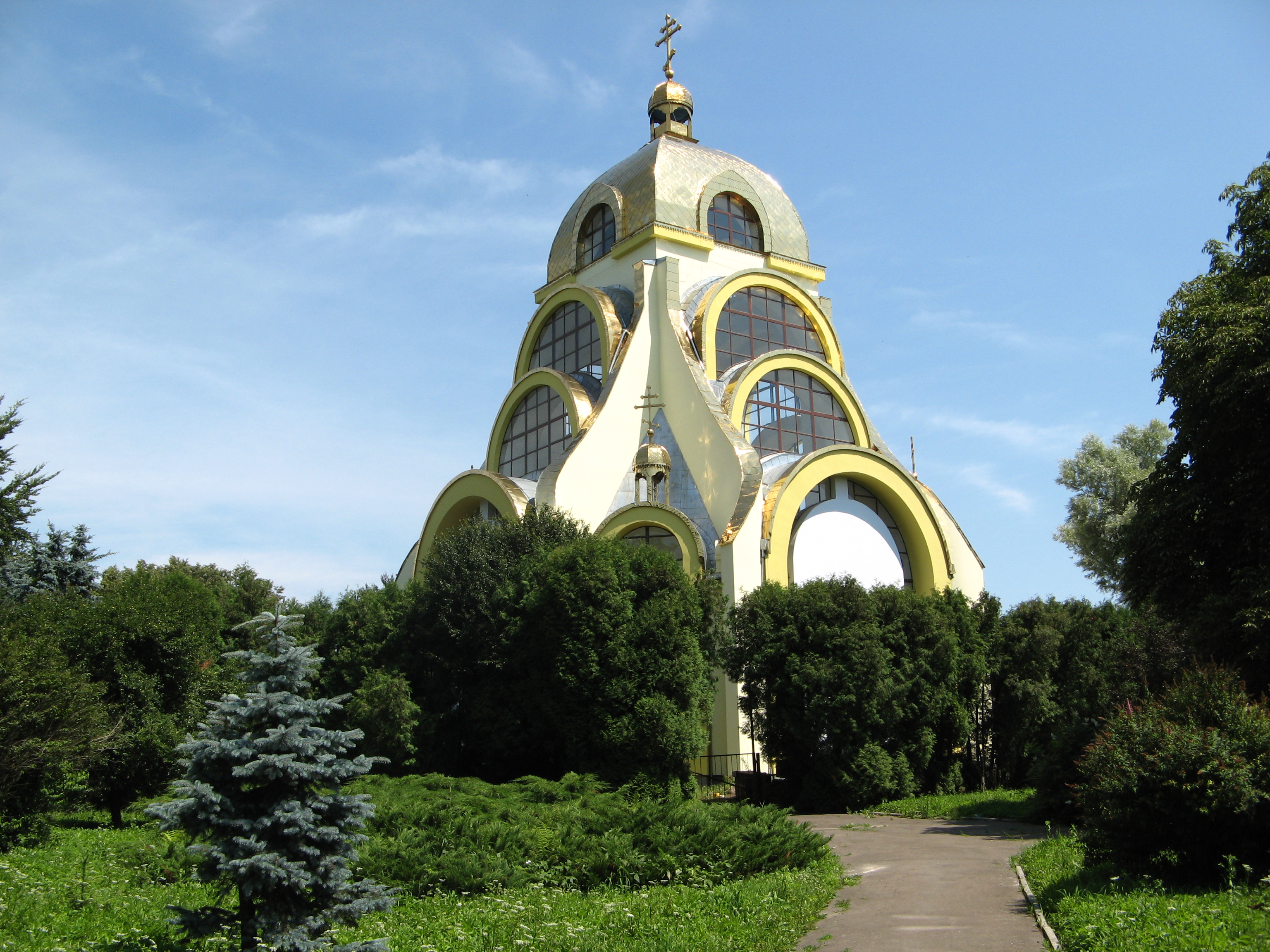
Церква святих Бориса і Гліба у парку Боднарівка

На розі з вулицею Науковою розташований парк «Боднарівка», закладений у 1960-х роках (первісна назва — парк 50-річчя Жовтня). В його центрі у 1998—2005 роках за проєктом Р. Сивенького збудували церкву святих мучеників Бориса і Гліба УАПЦ. На місці церкви у 1960-х—1970-х роках був дитячий кінотеатр «Літак», оригінально розміщений у фюзеляжі літака Ан-10. У 1965 році у парку відкрили пам'ятник на могилі радянського військовика Веселова, який «загинув у боротьбі з ворогами радянської влади у 1950 році». Пам'ятник демонтували у 1990-х роках.
За парком, в глибині мікрорайону, стоїть зведена у 1950-х роках колишня будівля казарм внутрішніх військ (№ 146), яку займає Управління Західного територіального командування Національної Гвардії України.
Парну сторону Стрийської від вулиці Хуторівки до вулиці Володимира Вернадського займає забудова житлового масиву Боднарівка, запроєктована у 1960-х роках у рамках першої черги забудови околиць Львова. Детальний проєкт забудови даного відтинку Стрийської розробили архітектори А. Петрова, Я. Новаківський та І. Каганяк. За даним проєктом вздовж парного боку вулиці, на деякій відстані від червоної лінії забудови (задля зменшення шумового впливу) у 1970-х—1980-х роках звели низку типових 9-поверхових багатосекційних і 14-поверхових двосекційних будинків, що чергуються один з одним. Будинки в цьому мікрорайоні призначалися переважно для військових. У будинку № 57 за радянських часів діяв Окружний універмаг управління торгівлі ПрикВО, у будинку № 93 — магазин «Продукти», у будинку № 103 — «Воєнторг». У глибині мікрорайону, за будинком № 71-б, розташований Львівський бронетанковий завод (№ 73).
На розі з вулицею Володимира Вернадського у 1976—1980 роках звели автовокзал «Львів» (№ 109), який був розрахований на 800 відправлень на годину. Авторами проєкту були архітектори В. Сагайдаковський, М. Столяров та інженери В. Бойків і А. Єфремов. Цей автовокзал став першим із запланованих трьох автовокзалів Львова і мав забезпечувати транспортне сполучення міста у південному, східному та західному напрямках. Первісно автовокзал мали звести значно меншим за розмірами (на 400 відправлень на годину) та за типовим проєктом, проте завдяки активному спротиву львівських архітекторів вдалося провести закритий конкурс і реалізувати індивідуальний проєкт. Триповерхова із додатковим цокольним поверхом з тильного боку будівля автовокзалу має форму трилисника, який розділяє навколишній простір на три зони — зону центрального входу із площею, зону прибуття автобусів і зону відправлення. На першому поверсі розташований касовий зал, на другому — зал очікування, кафе і готель. Ці два поверхи просторово сполучаються між собою великим круглим отвором у перекритті, над яким первісно була підвішена унікальна декоративна люстра (автори Ф. Черняк, З. Флінта, А. Бокотей), втрачена після перебудови у 1990-х роках. На третьому поверсі розташовані службові приміщення, у цокольному — камери схову і допоміжні служби.
За будівлею автовокзалу у середині 2010-х років почали будувати сучасні багатоповерхові житлові комплекси «Леополь Таун» та «Квіти Львова».
Далі на парному боці Стрийської, за вулицею Карла Мікльоша, розташовані будівлі міського іподрому (№ 179), зведеного у 1980-х роках (четвертого за ліком іподрому у Львові). За радянських часів іподром був одним із найкращих, у 1987 році, за рішенням Держагропрому СРСР, його було зараховано до п'ятірки провідних іподромів колишнього СРСР. 26—27 червня 2001 року на іподромі відбулися літургії за участю Папи Римського Івана Павла II. 2008 року за іподромом почали будувати новий стадіон «Арена Львів» на 35 тис. глядацьких місць, відкритий 29 жовтня 2011 року. У 2012 році тут відбулися три матчі Євро-2012.
На непарному боці вулиці, на розі з вулицею Трускавецькою розташований комплекс НДІ матеріалів (№ 202), зведений у 1970-х роках, кілька громадських будівель та будівельний майданчик сучасного житлового комплексу. За вулицею Трускавецькою і до межі міста тягнеться мікрорайон приватної малоповерхової забудови 1930-х—1950-х років.

## Транспорт
Вулиця Стрийська — важлива транспортна артерія Львова, вона сполучає центральну частину міста з Вулькою, Боднарівкою та Південним житловим масивом, за межею міста вулиця переходить в автошлях міжнародного значення М06 (Київ—Чоп).
Після Другої світової війни у Львові почали розвивати тролейбус, першу лінію відкрили 27 листопада 1952 року, а влітку 1954 року проклали тролейбусну лінію по вулиці Стрийській, четверту в місті. Рух нею почався 7 листопада 1954 року, маршрут № 4 довжиною 8,8 км пролягав від площі Міцкевича через проспект Шевченка, далі вулицями Саксаганського, Костомарова, Шота Руставелі і Стрийською до Львівського автобусного заводу. Наступного, 1955 року цю лінію продовжили на 2 км далі на південь, до зупинки «7-й кілометр», яка розташовувалася навпроти танкоремонтного заводу, відкритого в Освіцькому гаю 1946 року. Цей тролейбусний маршрут отримав 5-й номер.
Влітку 1957 року проклали тролейбусну лінію на Новий Львів, 8 серпня нею запустили новий маршрут № 6, який прямував із центру до Нового Львова через вулицю Стрийську. Восени 1958 року тролейбусний маршрут № 2, який первісно сполучав центр міста і Богданівку, продовжили через проспект Шевченка та вулицю Стрийську до автобусного заводу, а наступного 1959 року тролейбусний маршрут № 4 по Стрийській скасували (його повністю дублювали нові маршрути № 2 і № 5), його номер передали новому тролейбусному маршрутові з центру до стадіону СКА на Клепарові. У 1971 році, через перевантаженість центру транзитним транспортом, тролейбусну мережу в районі площі Міцкевича, проспекту Шевченка, вулиці Саксаганського ліквідували, тому рух тролейбусів № 5 і № 6 обмежили вулицею Шота Руставелі, де влаштували розворотне кільце, а 1972 року маршрут № 2 скоротили до вулиці Січових Стрільців (пізніше його перейменували на маршрут № 13).
У грудні 1981 року тролейбусну лінію по вулиці Стрийській продовжили на 5,7 км до автовокзалу.
Станом на 2020 рік вулицею Стрийською курсує тролейбус № 25 «Вулиця Шота Руставелі — Автовокзал», на відтинку між автовокзалом і вулицею Науковою діє також тролейбусний маршрут № 22 «Університет — Автовокзал», на відтинку між автовокзалом і вулицею Івана Рубчака — маршрут № 23 «Вулиця Ряшівська — Автовокзал».

## Персоналії
- Белтовський Юліуш — скульптор і художник, професор. Мешкав і працював у будинку № 12[12]
- Галан Ярослав Олександрович — радянський письменник, у 1938—1941 роках мешкав у будинку № 46[99].
- Злупко Степан Миколайович — український економіст, історик; у 1990—2006 роках мешкав у будинку № 28[99].
- Куронь Яцек — польський громадський діяч, антикомуніст; дитячі роки провів у будинку № 36—42[99].
- Шухевич Роман Осипович — український політичний і державний діяч, головнокомандувач Української повстанської армії. Замолоду захоплювався спортом і часто тренувався на стадіоні «Сокіл-Батько». У 1923 році на Запорозьких іграх, які проводилися на цьому стадіоні, встановив рекорди у бігу з перешкодами на 400 м і у плаванні на 100 метрів, а в естафеті 4×100 м команда Шухевича зайняла 2-ге місце[100][101].

В деяких джерелах помилково вказується, у будинку № 6 по вулиці Стрийській мешкав український письменник і поет Іван Франко з сім'єю. Насправді він у 1887—1893 роках мешкав неподалік, у одноповерховій садибі під № 10 на вулиці Зиблікевича (частина нинішньої вулиця Івана Франка від вулиці Зеленої до вулиці Менделєєва), та іноді використовував стару адресу садиби — вулиця Стрийська, 6. У 1912—1921 роках на місці садиби Франка спорудили великий адміністративний будинок, що має адресу вулиця Саксаганського, 13.

## Пам'ятники та меморіальні таблиці
- буд. № 28 — меморіальна таблиця на пошану Степана Злупка, який мешкав у цьому будинку[99].
- буд. № 35 — пам'ятний знак на місці стадіону «Сокіл-Батько», встановлений у 2001 році. Розташування пам'ятного знаку вибрано неправильно, стадіон розташовувався трохи північніше, на місці сучасної станції дитячої залізниці «Сонячна»[104][100].
- буд. № 36—42 — меморіальна таблиця на пошану Яцека Куроня, який мешкав у цьому будинку[99].
- буд. № 70 — меморіальна таблиця на пошану Лева Синицького, який мешкав у цьому будинку[105].
- міський іподром — пам'ятний хрест на честь відвідин Львова Папою Римським Іваном Павлом II у 2001 році[104].

### Колишні пам'ятники
У 1926 році на стадіоні «Сокіл-Батько» в рамках заходів із вшанування пам'яті Івана Франка на честь письменника висадили пам'ятний дуб, спиляний у радянські часи.
На території заводів, розташованих на вулиці Стрийській, були встановлені пам'ятники Володимиру Леніну: у 1964 році — на каменеобробному заводі, у 1967 році — на Львівському автобусному заводі, у 1969 році — на заводі «Львівприлад». Усі демонтовані у 1990-х роках.
У парку «Боднарівка» у 1965 році встановили пам'ятник на могилі радянського солдата Веселова, який «загинув у боротьбі з ворогами радянської влади у 1950 році». Авторами пам'ятника були Андрій Бокотей, Любомир Медвідь і Микола Рибенчук. У 1990-х роках пам'ятник демонтували.
На будинку № 46 у 1959 році встановили меморіальну дошку на честь Ярослава Галана, матеріал — сірий мармур. Дошку демонтували в рамках декомунізації у травні 2017 року.
У парку імені Богдана Хмельницького у 1969 році встановили монумент Бойової слави Збройних Сил СРСР, скульптори — Д. Крвавич, Е. Мисько, Я. Мотика, О. Пирожков, архітектори М. Вендзилович, А. Огранович. Урочисте відкриття відбулося 9 травня 1970 року. У грудні 2018 року розпочався демонтаж монументу через його аварійний стан, горельєфи зі стели пам'ятника передали до музею «Територія Терору». У березні 2019 року демонтували стелу з радянською зіркою, у липні 2021 року демонтували решту монументальної композиції.